# جون جین
پارک چونگ جه (کره‌ای: 박충재؛ زادهٔ ۱۹ اوت ۱۹۸۰) که به‌طور حرفه‌ای با نام جون‌جین (Jun Jin) شناخته می‌شود، خواننده، بازیگر و انترتینر اهل کره جنوبی است و به عنوان یکی از اعضای گروه شش نفره شینهوا شناخته می‌شود. او به عنوان رقصنده و رپر در گروه شینهوا در سال ۱۹۹۸ فعالیتش را آغاز کرد و در سال ۲۰۰۲ شروع به خوانندگی پارت‌های کوچک کرد. او در سال ۲۰۰۶ با انتشار آلبوم Love Doesn't Come فعالیت انفرادی خود را آغاز کرد.